# Russische militaire begraafplaats in Bernau
De Russische militaire begraafplaats in Bernau is een militaire begraafplaats in Brandenburg, Duitsland. Op de begraafplaats liggen omgekomen Russische militairen uit de Tweede Wereldoorlog.

## Begraafplaats
Vrijwel alle militairen kwamen aan het einde van de oorlog om het leven. Centraal op de begraafplaats is de obelisk, ter nagedachtenis aan de slachtoffers. Het exacte aantal omgekomen militairen is niet bekend.